# آنوبراتا باسو
آنوبراتا باسو (انگلیسی: Anubrata Basu؛ ‏ ۵ اکتبر ۱۹۸۹) بازیگر اهل هند بود.
از فیلم‌ها یا برنامه‌های تلویزیونی که وی در آن نقش داشته‌است می‌توان به قارچ، گاندو و اتاق خواب اشاره کرد.